# دوزیست (فیلم ۲۰۱۰)
«آبی خاکی» (انگلیسی: Amphibious (film)) فیلمی در ژانر ترسناک است که در سال ۲۰۱۰ منتشر شد. از بازیگران آن می‌توان به میکیل پاری و فرانسیس مگی اشاره کرد.